# 노멘타노 다리
노멘타노 다리(이탈리아어: Ponte Nomentano, 폰테 노멘타노)는 이탈리아 로마에 위치한 고대 로마의 다리로, 아니에네강 위로 노멘타나 가도 (Via Nomentana)를 잇기 위해 지어졌다. 중세 시대까지는 라틴어로 폰스 라멘타누스 (Pons Lamentauns)라 불렸다.
옛날에는 로마시 경계 밖에 자리했던 다리로서, 북쪽 방면에서 로마로 이어지는 교통로로서 중세에는 통행검문을 위한 교량탑이 건설되기도 하였다.

## 역사

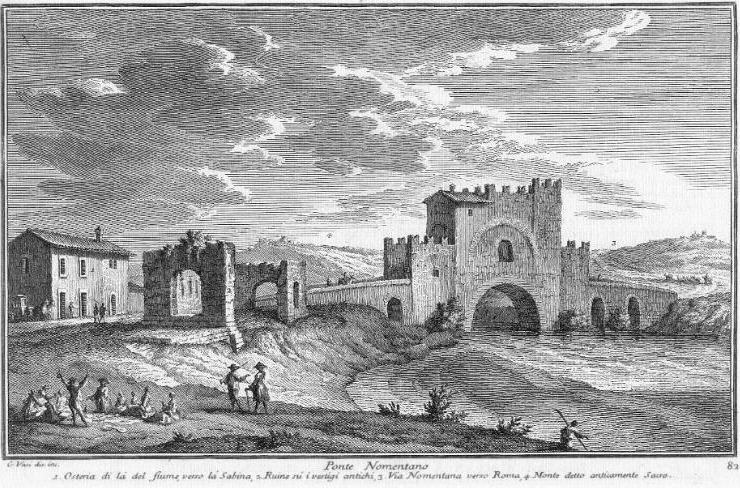
주세페 바시가 그린 〈폰테 노멘타노〉 (1752년경)

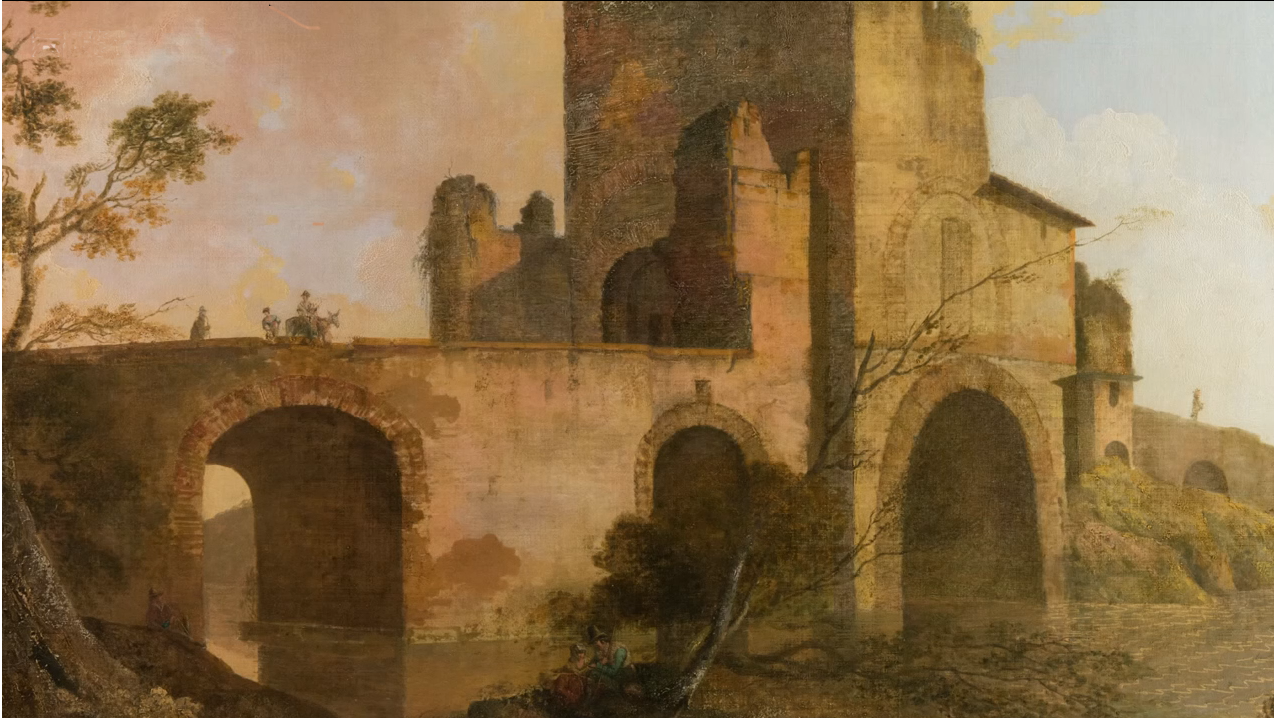
조지프 라이트의 〈폰테 노멘타노〉 (1770년대)

고대 로마 시대에 아우렐리아누스 성벽의 포르타 노멘타나에서 3.9km 떨어진 외곽지점에 건설되었다. 동로마 제국의 역사학자 프로코피우스는 547년경 고트 전쟁 시기에 토틸라 왕이 이끄는 동고트족이 다리를 파괴하였으나 로마 장군 나르세스가 재건하였다고 기록하고 있다. 그러나 다리 중앙부의 아치가  원래의 축조시기인 공화정 후기의 양식을 고스란히 유지하고 있어, 다리 전체가 아니라 일부분만 피해를 입은 것으로 추정된다.
전승에 따르면 다리탑의 하부는 교황 하드리아노 1세 (재위 772년~795년) 시대에 지어졌다고 한다. 그 위의 성채 같은 건물은 교황 니콜라오 5세 (재위 1447년~1455년)가 노멘타노 다리를 전반적으로 수리하면서 함께 건설되었으며, 이후 1461년, 1470년, 1474년에도 보수공사가 이어졌다.
1770년대 영국 화가 조지프 라이트가 이 다리를 보고 남긴 그림이 있다. 훗날 다른 그림으로 덧칠되어 그 존재가 알려지지 못했으나, 2017년 그림의 존재를 다시 발견하고 복원한 뒤 영국 더비 박물관에 전시되었다.
1849년 로마에 주둔하던 프랑스군이 주세페 가리발디의 진입 여부 확인차 7m 길이로 절단시켰으나 머지않아 복구되었다. 오늘날 노멘타노 다리는 로마시 경계 이내에 포함되었으며 주변은 공원이 조성되어 있다. 보행자의 출입은 제한되어 있다.

## 건축
노멘타노 다리의 상부구조 길이는 31.30m에 달하며 그 자체로 중세건축의 특징을 보존하고 있다. 전체 길이는 60m, 너비는 7.35m이며 그 규모는 고대 로마 시절부터 변함없이 유지되고 있다.
너비 15m의 중앙부 아치는 축조 당시의 모습을 간직하고 있으며, 반원형 형태라는 점과 석회 재질로 미뤄보아 그 연대는 공화정 후기~아우구스투스 제정 초기로 거슬러 올라가는 것으로 추정된다. 이 밖에 조성연대가 고대 로마로 거슬러 올라가는 것은 옹벽에 덧칠된 일부 석회층 정도이다. 벽돌로 지어진 측면 아치 두 개는 원래 석조 아치였던 것을 교황 인노첸시오 10세 (재위 1644년~1655년) 시기에 대체한 것이다.
아니에네강을 가로지르는 다리 가운데 방어시설을 갖춘 사례로는 로마의 살라리오 다리와 맘몰로 다리, 중세시대에 지어진 수비아코의 산 프란체스코 다리가 있다.

## 사진

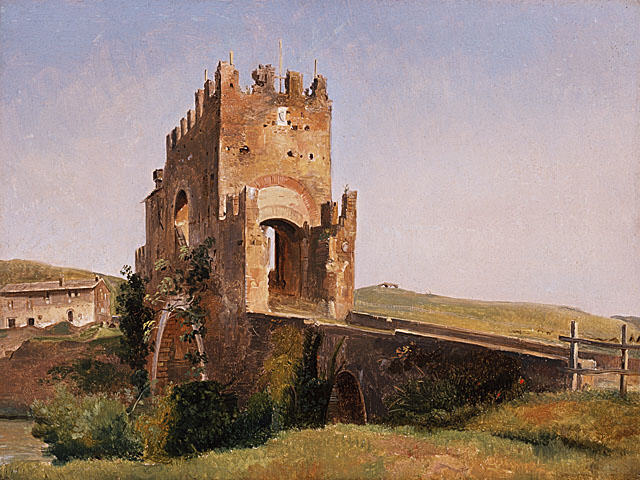
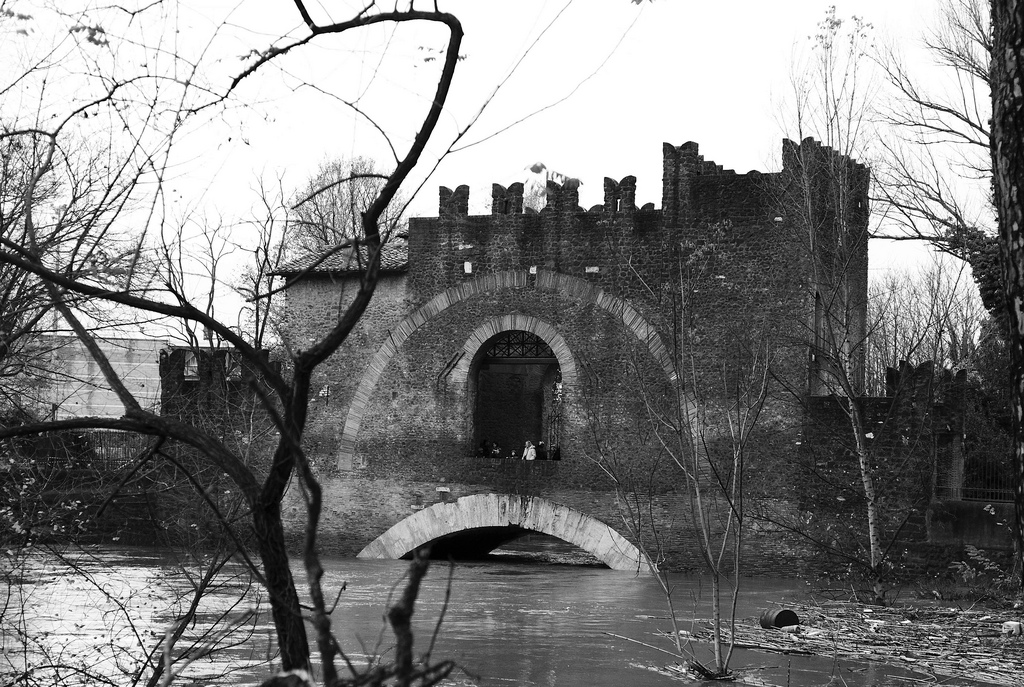
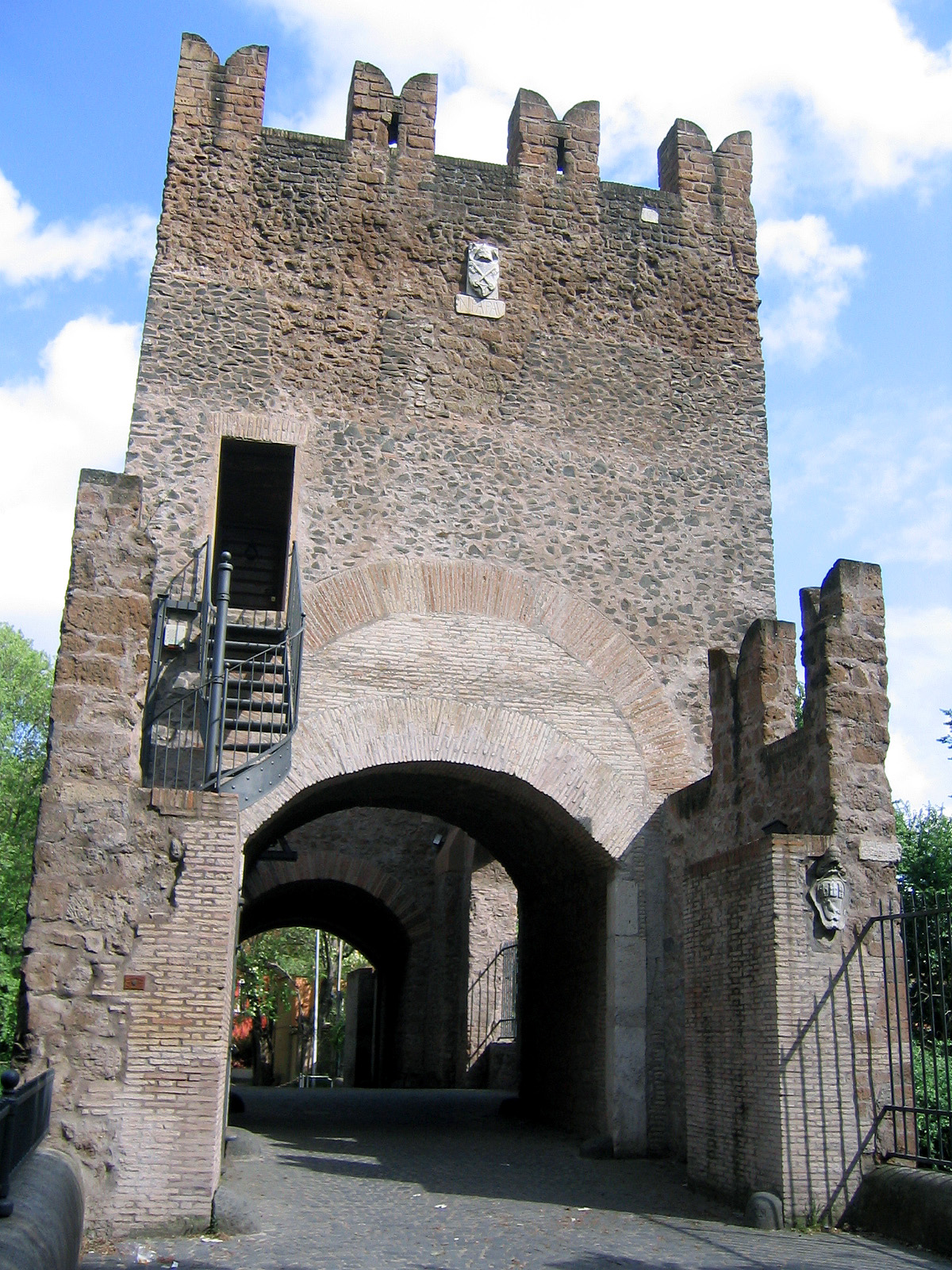
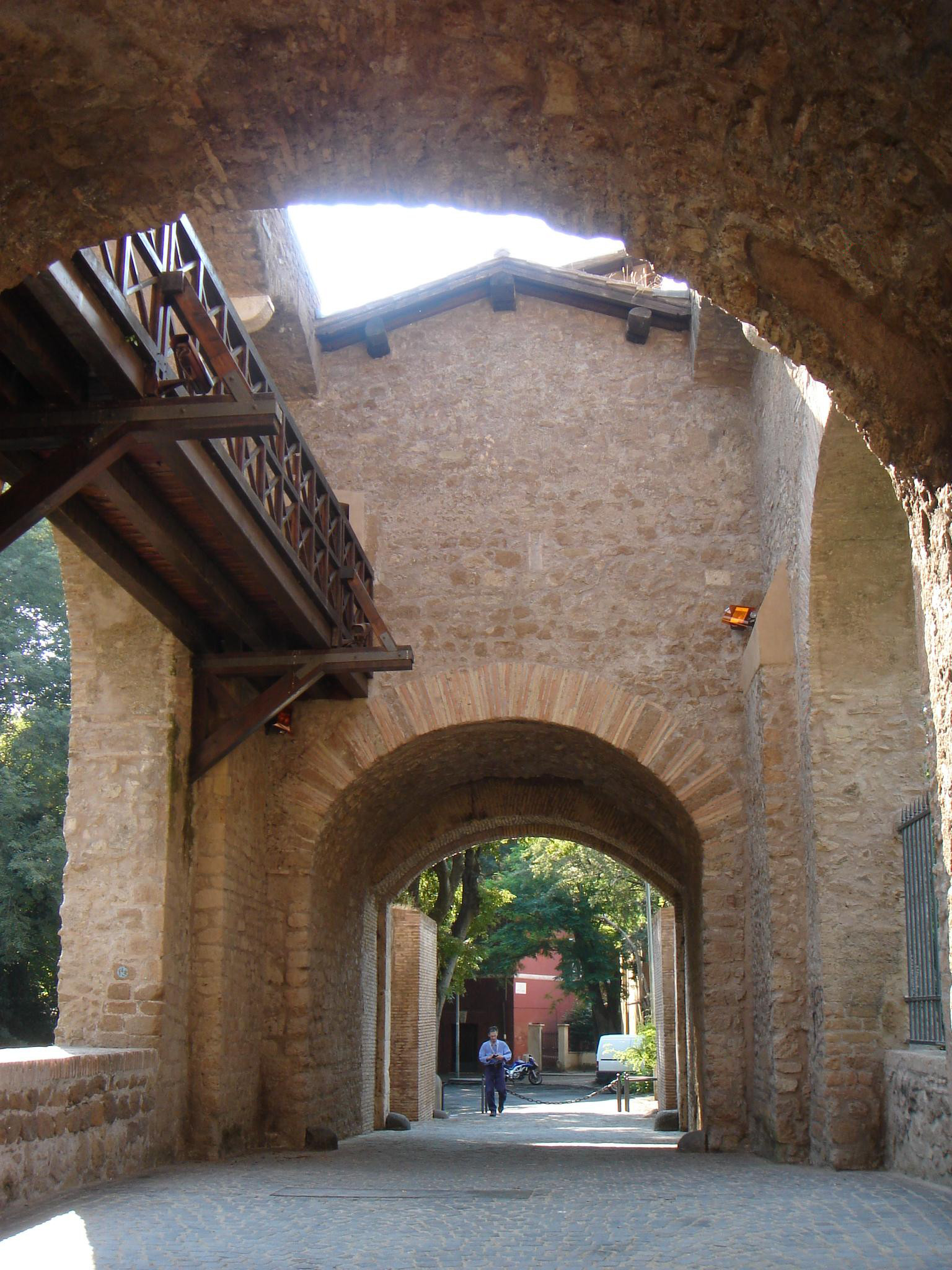

- 1837년경의 노멘타노 다리 그림
- 2008년 홍수 당시 모습
- 중세시대의 교량탑
- 내부 통로

## 같이 보기
- 고대 로마의 다리 목록
- 로마 건축
- 로마의 공학

## 참고문헌
- Galliazzo, Vittorio (1994), 《I ponti romani. Catalogo generale》 2, Treviso: Edizioni Canova, 37–39 (No. 21)쪽, ISBN 88-85066-66-6
- O’Connor, Colin (1993), 《Roman Bridges》, Cambridge University Press, 68 (I15)쪽, ISBN 0-521-39326-4